# Brombachtal
Brombachtal település Németországban, Hessen tartományban. Lakosainak száma 3484 fő (2023. december 31.). Brombachtal Bad König, Michelstadt, Reichelsheim (Odenwald) és Brensbach községekkel határos.

## Népesség
A település népességének változása:
| Lakosok száma | 3510 | 3487 | 3503 | 3501 | 3493 | 3484 |
|               | 2014 | 2017 | 2019 | 2021 | 2022 | 2023 |